# Praesusica placerodes
Praesusica placerodes is een vlinder uit de familie van de slakrupsvlinders (Limacodidae). De wetenschappelijke naam van de soort is voor het eerst geldig gepubliceerd in 1927 door Turner.